# Lee Calhoun
Lee Quincy Calhoun (23. února 1933 Laurel, Mississippi – 21. června 1989 Erie, Pensylvánie) byl americký atlet, sprinter, dvojnásobný olympijský vítěz v běhu na 110 metrů překážek.
Na olympiádě v Melbourne v roce 1956 se nečekaně stal olympijským vítězem v běhu na 110 metrů překážek, když si zlepšil osobní rekord o celou sekundu a vytvořil nový olympijský rekord časem 13,5.
V roce 1960 vyrovnal světový rekord na této trati časem 13,2 a na olympiádě v Římě v témže roce obhájil vítězství v této disciplíně. Po zakončení sportovní kariéry pracoval jako trenér.